# Vilanoveta

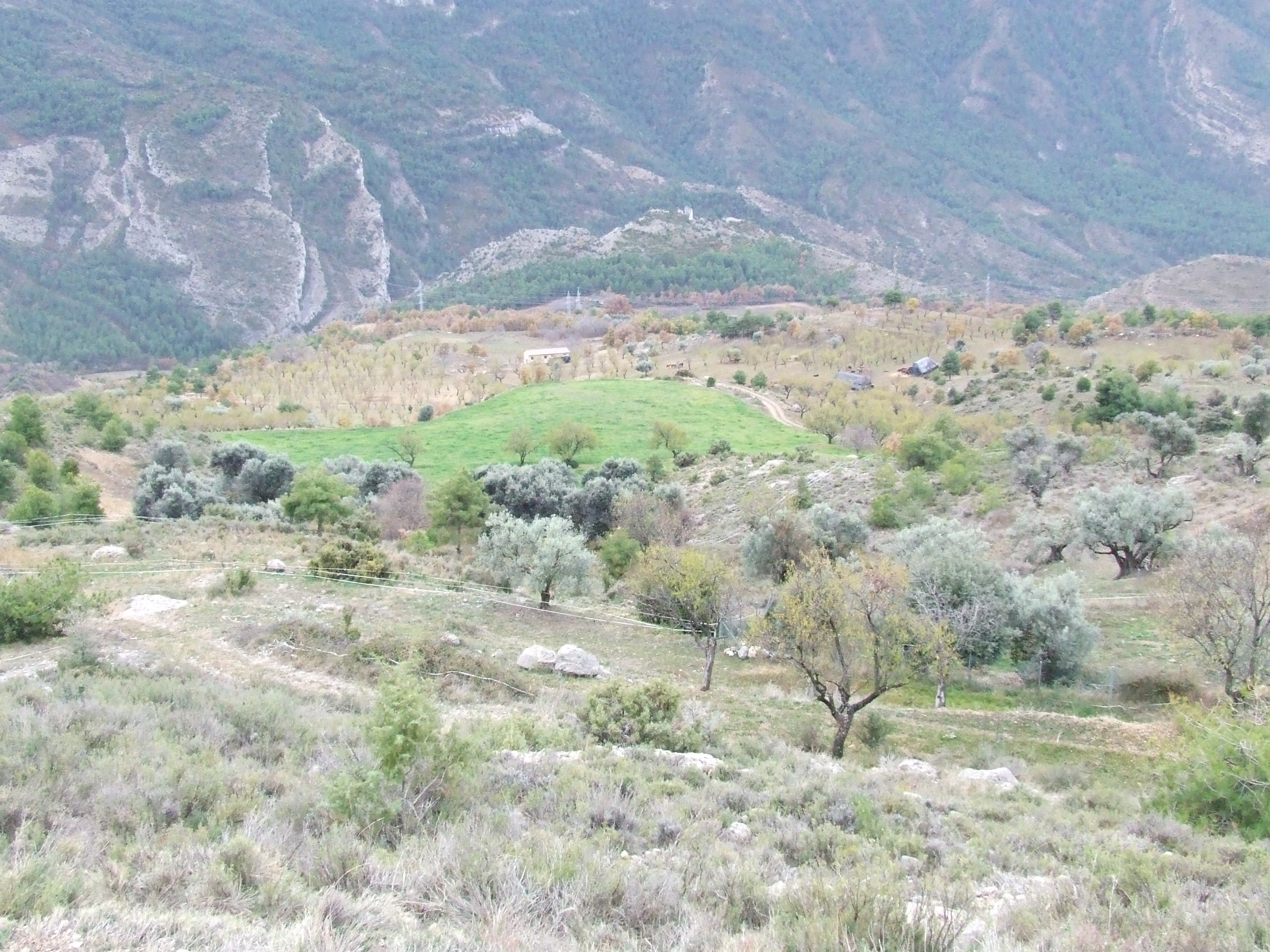
Lugar donde estaba emplazado el pueblo de Vilanoveta.

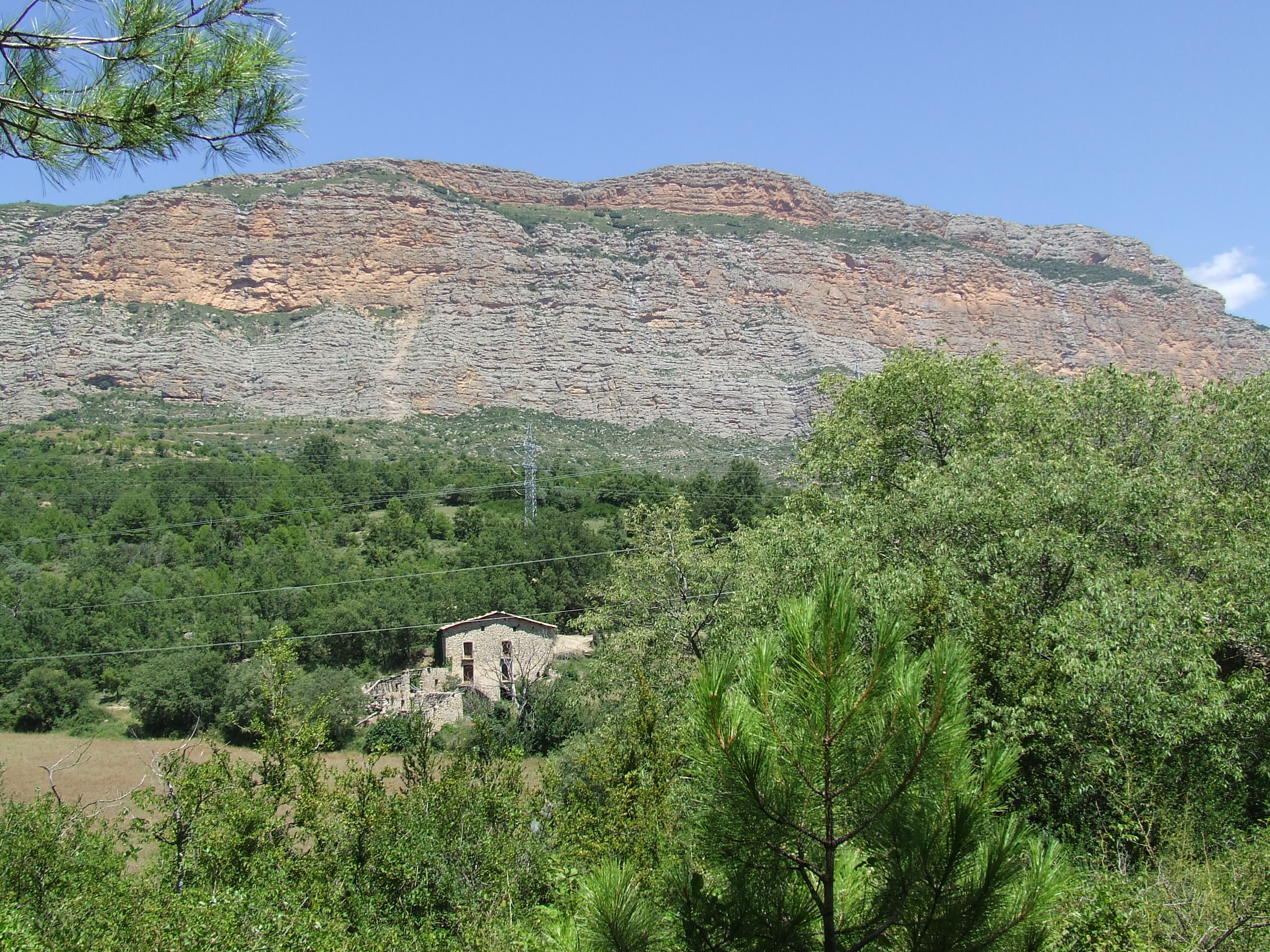
Casa Toà, en el centro de Vilanoveta.

Vilanoveta, también llamada Vilanova o Mas de Vilanova es un viejo pueblo, ahora despoblado, del antiguo término de Hortoneda de la Conca, del actual de Conca de Dalt, en el Pallars Jussá, provincia de Lérida.
Junto con Hortoneda, Herba-savina y Pessonada formaba este término de Hortoneda de la Conca y, anteriormente, dependía de Pessonada.
Su iglesia parroquial, actualmente en ruinas, estaba dedicada a san Martín. Al suroeste de esta iglesia hay también los restos de la iglesia románica de San Pedro. Alrededor de Vilanoveta se conserva un buen número de fortificaciones de la guerra civil española.

## Enlaces externos

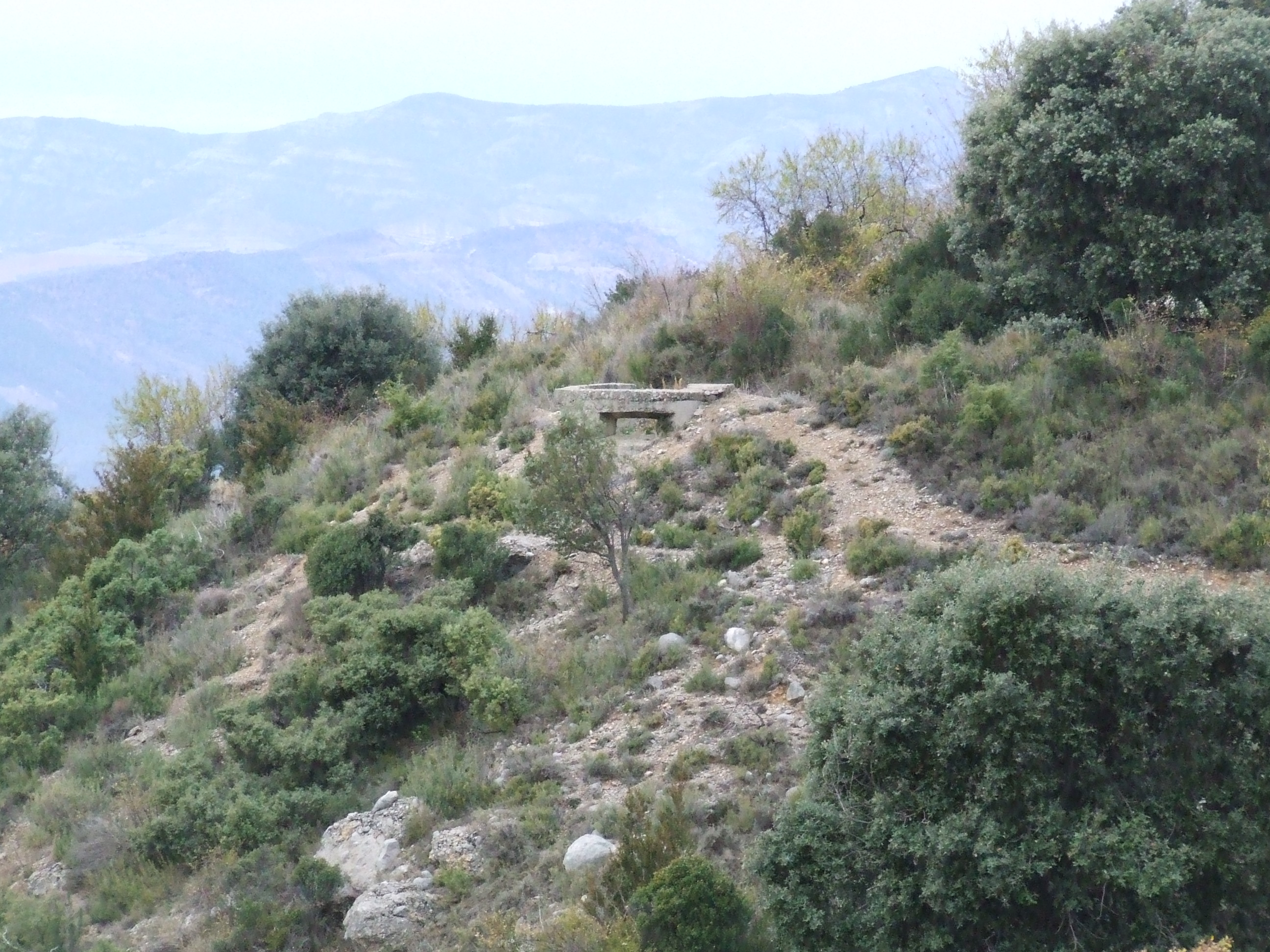
Un nido de metralladores franquista.